# Édouard Lalo
Édouard-Victoire-Antoine Lalo (Lille, 27 de enero de 1823-París, 22 de abril de 1892), conocido como Édouard Lalo, fue un violinista y compositor francés. Las fuentes discrepan sobre su ascendencia española ya que se tiene constancia del apellido de la madre: Wacquez, pero no se sabe ciertamente si corresponde al español Vázquez o no.
Dedicado durante mucho tiempo a una labor oscura, conoció el éxito con Symphonie espagnole, para violín y orquesta (1873), Concerto pour violoncelle (1876) y Rhapsodie norvégienne (1879), entre otras obras. En las dos primeras se observa una brillante valoración del virtuosismo, superada por la calidad de su Symphonie en "sol" mineur (1887). 
Influenciado por Richard Wagner en su ópera El Rey de Ys, poseía un profundo conocimiento de la orquesta y se destacó en la música de cámara (Quatuor à cordes, 1854; tres tríos) y en el Lied, influido por Schumann, pero dotado de un colorismo típicamente francés. Compuso también tres óperas (Fiesque, terminada por Coquard) y un ballet, Namouna (1882).
“I am of Alfred de Musset's opinion: Mon verre est petit, mais je bois dans mon verre”

## Biografía
Nació en Lille el 27 de enero de 1823. Mostró desde su infancia una excelente disposición para la música y estudió en el conservatorio de su ciudad natal violín y violonchelo. Su padre, que era militar quería que su hijo siguiera con la profesión y no admitía la música como una posibilidad profesional. No obstante, a los 16 años logró ir a París a cursar estudios musicales en contra la voluntad de su padre. También en París estableció amistad con Eugène Delacroix. En el conservatorio de la capital francesa tuvo a Habeneck como maestro de violín, instrumento del que llegó a ser un gran virtuoso. También gracias a él, Lalo consiguió desarrollar un gran talento para la orquestación, ya que Habeneck había introducido a toda Francia al gusto musical de Beethoven y sus orquestaciones. 
En 1848, tras haberse ejercitado en la composición, escribió sus primeras obras que no tuvieron una acogida muy favorable. De hecho dos de sus primeras sinfonías las destruyó él mismo, según parece. Sus primeras composiciones fueron destinadas a pequeños conjuntos instrumentales y vocales, entre las cuales destacan las seis Romances populaires (1849), las Six Mélodies, sobre poemas de Victor Hugo (1856), dos tríos con piano (entre 1850 y 1852), y distintas piezas para violín y piano. En vista de ello formó en 1855 con Armingaud (violín I), Mas (violín II) y Jacquard (violonchelo) el famoso «Cuarteto Armingaud» dedicado a dar a conocer la música alemana, en especial a la de Beethoven, y en él destacó y adquirió nombre como intérprete de viola. Con dos de los miembros de su cuarteto fundó una empresa de conciertos, que fue muy importante para la instrucción musical del público francés a mediados del siglo XIX, dónde sólo podía acudir un número limitado y privilegiado de personas. Gracias a su asociación nació la conocida “Chamber Music Society” en París.
Cuatro años más tarde compuso su Cuarteto de cuerda y en 1866 concluyó Fiesque, su primera ópera (que nunca se representó pero que sirvió para nutrir otras obras como el Divertissement pour orchestre en 1872 o la Sinfonia en sol menor en 1886). Hacia 1865 retornó a la composición con mayor madurez que antes y ya no abandonó esta actividad hasta su muerte. 
La década de 1870 fue especialmente fecunda para Lalo, además del Concierto para violín (1873) y el Concierto para violonchelo (1877), escribió sus dos obras más célebres: la Sinfonía española (1874) y la ópera Le roi d'Ys (1875). Cabe destacar el hecho que hiciera protagonistas en sus conciertos tanto al violín (tradición que ya venía de muy lejos) como al violonchelo, hecho que hasta entonces no se había visto demasiado y que inspiró más tarde a otros compositores para hacerlo (por ejemplo al mismo Dvořák). A pesar de que el concierto para violonchelo sea menos apreciado en general, sí tiene una gran popularidad entre los violonchelistas, siendo esta una de las obras más tocadas en los conservatorios superiores.
La Sinfonía española adquirió renombre, y en esencia es un concierto para violín en cinco movimientos. Se trata de una brillante composición que fue estrenada por el violinista español Pablo Sarasate y que ha seguido siendo muy popular hasta la fecha. En cuanto a la ópera Le roi d'Ys, no fue estrenada hasta 1888 pero consiguió un éxito arrollador.
En una época en la que París defendía un modelo de composición a gran escala, el Grand-ópera, Lalo hizo también obras de gran envergadura como por ejemplo el ballet Namouna (1882), que compuso bajo las órdenes de la Ópera de París y que fue coreografiada por Lucien Petipa. Esta obra no tuvo éxito entre el público y, aparte de la admiración de sus colegas músicos cómo Debussy, Fauré o Chabrier, se mantuvo en el repertorio solamente cómo suite orquestada.
Murió en París el 22 de abril de 1892 y está enterrado en el cementerio parisino de Père Lachaise. Nunca estuvo en España, lo que no le impidió mantener una gran amistad con el violinista navarro Pablo Sarasate y que una de sus obras más relevantes y seguramente la más conocida sea la Sinfonía Española.

## Sus obras principales
Lalo pertenecía a la segunda generación de músicos del Romanticismo francés juntamente con César Franck y Ernest Reyer, y por lo tanto pudo aprender y absorber muchas de las técnicas de sus antecesores nacidos a principios de siglo. Esta segunda generación era más nacionalista, pero Lalo, en lugar de exaltar la patria francesa, que estaba viviendo muchas revoluciones y cambios, prefirió centrarse en España y en el virtuosismo de sus obras. A diferencia de los franceses de su generación, Lalo admiraba a autores extranjeros como Mendelssohn, Schumann, Borodín o Smetana y no era demasiado afín a la gente y compositores de su propio país.
Es apreciado principalmente por la riqueza de su técnica orquestal, pero también se le reconoce su labor como intérprete y como compositor en la renovación de la música de cámara francesa de su época (Su Cuarteto para cuerda revela una gran influencia de Beethoven y al mismo tiempo un vigor rítmico muy personal). 
Contemporáneo de Carmen de Bizet, la Sinfonía española para violín y orquesta es una de las primeras obras orquestales francesas que utilizaron material folclórico español. Este interés de Lalo y de muchos otros compositores de la época por el orientalismo, el exotismo y los nacionalismos de otras regiones fue un recurso muy utilizado, y a menudo globalizaban recursos melódicos que ellos creían propio de una zona, pero que en realidad no lo eran. Teniendo en cuenta que para la Europa del siglo XIX España era prácticamente África, se podría considerar fácilmente un orientalismo y exotismo. Este interés por la música popular lo encontramos en otras obras de Lalo, por ejemplo: en la Fantasía Noruega (1878), en la Rapsodia Noruega (1879), en el Concierto Ruso (1879), así como en la «Leyenda Bretona» de Le roi d'Ys. Al final, Lalo renunció a la influencia wagneriana utilizando formas breves y con melodías de gran capacidad de variación progresiva melódica y rítmica sostenidas por una rica escritura armónica.

## Lista de obras
Música para orquesta:
- Aubade, para diez instrumentos (1872)
- Divertissement o Divertimento (1872)
- Concierto para violín en fa mayor Op. 20 (1873)  estrenado por Pablo Sarasate en el Teatro Châtelet de París.
- Sinfonía Española (1874)(Synphonie Espagnole) Op. 21. Se trata realmente de un concierto para violín dedicado a Pablo Sarasate quien lo estrenó el 7 de febrero de 1875 en los Conciertos Populares de París.
- Concierto para violonchelo en re menor (1877) estrenado por el violonchelista Franz von Fischer.
- Rapsodia Noruega (1879)
- Sinfonía en sol menor (1887)
- Concierto Ruso para violín (1879)
- Concierto para piano y orquesta (1889)

Música de Cámara:
- Sonata per a violí (1853)
- Sonata per a violoncel (1856)
- Tres trios amb piano
- Quartet de corda

Música vocal:
- Cinco lieder sobre textos de Lamartine, Laprade y Silvestre (1879).
- Seis melodías sobre poemas de Victor Hugo (1855)
- Tres melodías sobre Musset

Operas:
- Fiesque (1866) libreto de Charles Beauquier basado en Schiller, Die Verschwörung des Fiesco zu Genua, grand opéra en tres actos.
- El rey de Ys Le roi d'Ys (1888) libreto de Edouard Blau, ópera en tres actos (estrenada el 7 de mayo. de 1888 en París, Opéra-Comique); basada en una leyenda perteneciente al folclore bretón.
- La Jacquerie (libreto de Edouard Blau/Simone Arnaud basado en Prosper Mérimée), ópera en cuatro actos (estrenada el 9 de marzo de 1895 en Montecarlo).

Balet:
- Namouna (1882), muy admirado por Debussy.

## En la cultura popular
En 1962, el célebre compositor de bandas sonoras Maurice Jarre se inspiraría en la obra de Lalo Piano Concerto (1889) para sacar la exótica melodía de la banda sonora de Lawrence de Arabia, por la cual ganaría su primer Óscar a la mejor banda sonora.
En la serie de ciencia ficción Star trek: La nueva generación, se hace referencia a una nave llamada "U.S.S. Lalo"  en dos capítulos diferentes "Siempre nos quedará París" y "Lo mejor de ambos mundos, Parte I", aunque es imposible saber si esto es una referencia clara al autor francés.